# Caitou
Caitou – miasto w Angoli, w prowincji Namibe.